# 斯夫爾利格
斯夫爾利格是塞爾維亞的城鎮，由尼沙瓦州負責管轄，位於該國東南部，距離首府尼什30公里，面積497平方公里，海拔高度379米，該鎮曾經是工業中心，2011年人口7,543。

## 外部連結
- Opština Svrljig （页面存档备份，存于）
- Svrljig.NET Forum （页面存档备份，存于）
- Svrljiške novine （页面存档备份，存于）